# Pietro Lombardi
Pietro Lombardi (Bari, Italia, 4 de junio de 1922-5 de octubre de 2011) fue un deportista italiano especialista en lucha grecorromana donde llegó a ser campeón olímpico en Londres 1948.

## Carrera deportiva

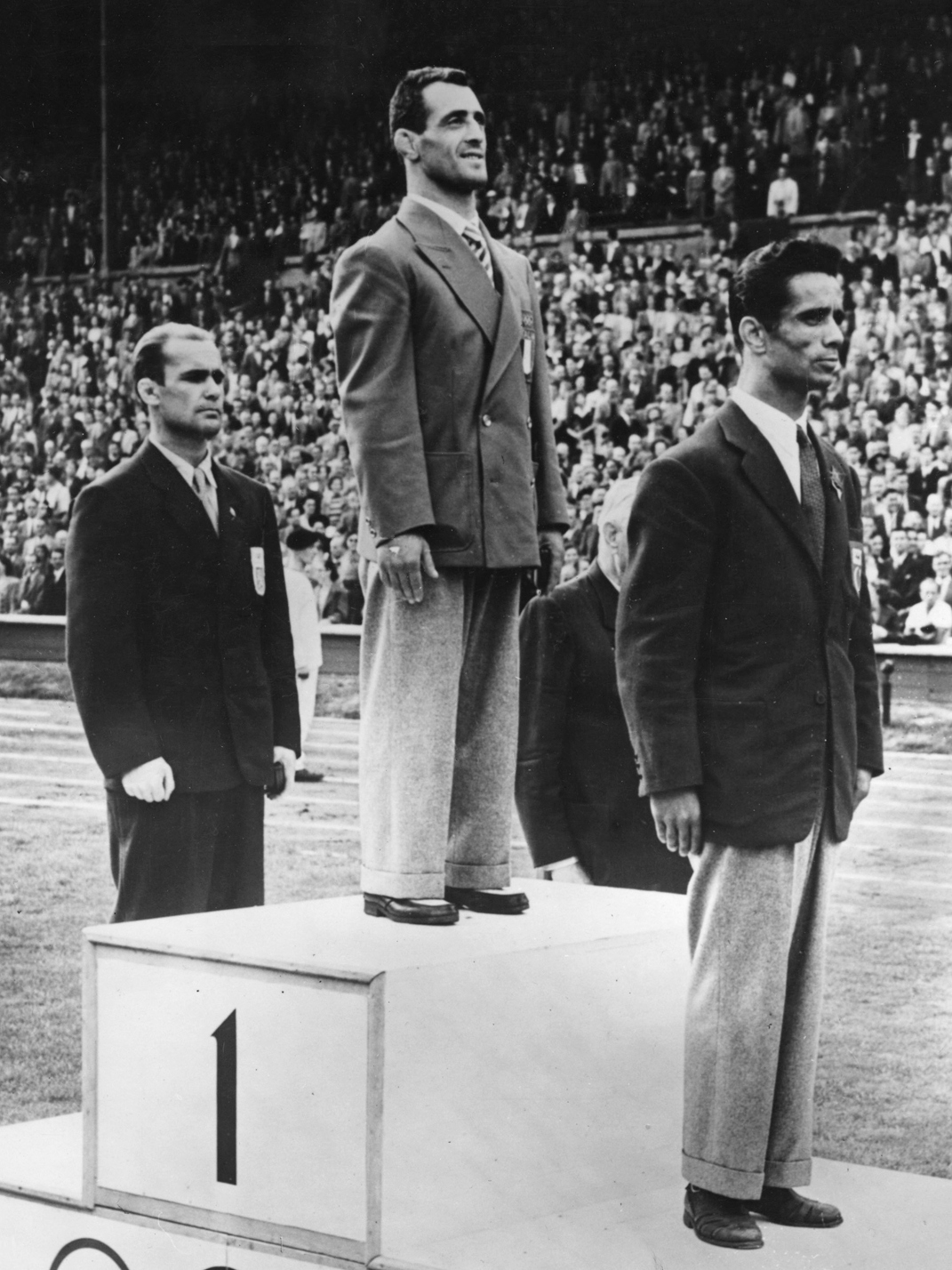
Pietro Lombardi (centro), 1948

En los Juegos Olímpicos de 1948 celebrados en Londres ganó la medalla de oro en lucha grecorromana estilo peso mosca, por delante del turco Kenan Olcay (plata) y del finlandés Reino Kangasmäki (bronce).